# Nesle-la-Reposte
Nesle-la-Reposte é uma comuna francesa na região administrativa do Grande Leste, no departamento de Marne. Estende-se por uma área de 10.64 km², e possui 101 habitantes, segundo o censo de 2018, com uma densidade de 9.5 hab/km².